# Marc Jeudy
 (janvier 2013).
Si vous disposez d'ouvrages ou d'articles de référence ou si vous connaissez des sites web de qualité traitant du thème abordé ici, merci de compléter l'article en donnant les références utiles à sa vérifiabilité et en les liant à la section « Notes et références ».
Pour les articles homonymes, voir Jeudy.
Marc Jeudy est un photographe français né à Is-sur-Tille le 19 janvier 1949. Son père (Roger) et son grand-père (Emile) étaient tous deux photographes.
Spécialisé dans le noir et blanc, il exerce sa profession dans sa ville natale de 1969 à 2005 puis à Villecomte. Il aura durant sa carrière ouvert un atelier de photographie spécialisé dans le portrait noir et blanc rue des Godrans à Dijon. (1997-2005)